# Luís Carlos Patraquim
Luís Carlos Patraquim, född 26 mars 1953 i Lourenço Marques, Moçambique, är en poet, journalist och dramatiker. Han kom till Sverige som politisk flykting 1973. Två år senare återvände han till Moçambique och grundade Mozambique Information Agency tillsammans med Mia Couto. Från 1977 arbetade Patraquim vid National Film Institute of Mozambique (INC) som manusförfattare och redaktör för filmtidskriften Kuxa Kanema.
1986 lämnade han Moçambique och flyttade till Portugal och bosatte sig i Loures utanför Lissabon.

## Författarskap
Patraquims lyrik reflekterar hans erfarenheter som flykting från Moçambique. Efter självständigheten 1975 verkade han i sitt hemland, men oro och inbördeskrig tvingade honom att åter flytta och bosätta sig i Portugal.

## Priser och utmärkelser
1995 – Prémio Nacional de Poesia de Moçambique.